# Dama Rai
La dama Rai (c. 1570/1560 a. C.– 1530 a. C.) fue una mujer egipcia de inicios de la XVIII dinastía que sirvió como niñera de la reina Ahmose-Nefertari (1562 a. C.-1495 a. C.). Su momia fue encontrada en el famoso escondrijo de Deir el-Bahari, Tebas en 1881 e indica que murió joven, con treinta años. La momia fue desvendada por Grafton Elliot Smith en 1909. En perfecto estado de conservación, Smith la describió como "el ejemplo más perfecto de embalsamamiento que ha llegado a nosotros de inicios de la XVIII Dinastía, o quizás incluso de cualquier periodo" considerándola "la menos desagradable" de las momias femeninas existentes, y descrita como "una mujer delgada, de constitución elegante" midiendo 1,51 m de altura, con manos pequeñas. Su cabello lucía dos masas de trenzas pequeñas que caían sobre sus hombros, cada una envuelta en una pieza de lino. Smith solo desenvolvió una para apreciar el peinado.
En 2009, un escaneo digital por un equipo médico descubrió que la dama Rai tenía el arco aórtico enfermo, siendo por tanto la momia más antigua conocida con evidencia de aterosclerosis.
La momia de Ahmose-Inhapi, una princesa y reina de finales de la XVII dinastía de Egipto, tía abuela de Ahmose-Nefertari, fue colocada en la misma tumba dentro del ataúd exterior de la dama Rai.